# Diastata adusta
Diastata adusta är en tvåvingeart som beskrevs av Johann Wilhelm Meigen 1830. Diastata adusta ingår i släktet Diastata och familjen sumpskogsflugor. Arten är reproducerande i Sverige. Inga underarter finns listade i Catalogue of Life.